# بلوب

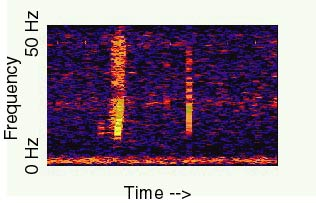
صورة طيفية للصوت

بلوب (بالإنجليزية: Bloop)‏ هو صوت تحت الماء قوي ذو تردد منخفض جدا تم رصده من قبل الإدارة الوطنية للمحيطات والغلاف الجوي الأمريكية (NOAA) في عام 1997. يتوافق الصوت مع الضوضاء الناتجة عن التكسر في الجبال الجليدية الكبيرة، أو احتكاك هذه الجبال مع قاع المحيط، ولكن في عام 2002 قيل أنه يتوافق أيضا مع الحيوانات البحرية الكبيرة. وترى إدارة المحيطات أنها حللت الصوت الآن بشكل معمق وأن الضجيج ذا صلة بالجليد. إلا أن المصدر الحقيقي للصوت لا يزال مجهولا.

## التحليل
تم تحديد مصدر الصوت تقريبا عند نقطة 50 درجة جنوبا و100 درجة غربا (نقطة نائية في جنوب المحيط الهادي إلى الغرب من الطرف الجنوبي لأمريكا الجنوبية)، وتم رصد الصوت عدة مرات من قبل صفوف اللاقطات المائية في منطقة المحيط الهادئ الاستوائية. وقد تم تطوير هذا النظام كمجموعة مستقلة من اللاقطات المائية يمكن نشرها في أي منطقة محيطية لرصد ظواهر محددة. وتستخدم في المقام الأول لمراقبة النشاط الزلزالي تحت سطح البحر، وضوضاء الجليد، ومراقبة تعداد وهجرة الثدييات البحرية. هذا النظام القائم بذاته تم تصميمه وبناؤه في مختبرات البيئة البحرية في المحيط الهادئ (PMEL) في إدارة دراسة المحيطات لتعزيز نظام مراقبة الصوت (SOSUS) المستخدم في بحرية نظام الولايات المتحدة، الذي صمم أصلا للكشف عن الغواصات السوفيتية.
وفقا لوصف إدارة دراسة المحيطات، فقد "صعدت نسبة التردد بسرعة في حوالي دقيقة واحدة، وكانت سعته كافية ليُسمع على عدة أجهزة استشعار في مدى أكثر من 5,000 كيلومتر (3,000 ميل)”. وقال الدكتور كريستوفر فوكس من الإدارة أنه لا يعتقد أن الصوت من صنع الإنسان، مثل غواصة أو قنبلة، لا من أحداث جيولوجية مألوفة مثل البراكين أو الزلازل. في حين أن الملف الصوتي قد يشبه ما يصدره كائن حي، وكان مصدر الصوت لغزا لأنه كان مختلفا عن الأصوات المعروفة ولأنه كان أعلى عدة مرات من صوت أعلى الحيوانات المسجلة، وهو الحوت الأزرق. وهناك عدد من الأصوات غير المحددة التي وصفتها إدارة دراسة المحيطات: جوليا، ترين، سلو داون، ويسل، أبسويب.
تكهن فوكس في البداية أن صوت بلوب قد تكون انشقاقا جليديا في القارة القطبية الجنوبية. وبعد ذلك بعام اقتبس الصحفي ديفيد ولمان رأيا حديثا لفوكس يحتمل فيه أن مصدره قد يكون حيوانا:
في جزء يبلغ طوله 13 دقيقة في الحلقة الثانية من برنامج غريب أم ماذا،  وقد ناقش نظريات مختلفة حول بلوب وتعمق بها عن طريق الاستعانة بضيوف من الخبراء الأكاديميين: أنه ربما كان حيوانا (تم اقتباس كلام فوكس)؛ وأنه قد يكون جسما من صنع الإنسان (تمت الاستعانة بخبراء السونار)؛ أو ربما كان انشقاقا جليديا.
وقد عزا برنامج إدارة دراسة المحيطات هذا الصوت إلى أنه انشقاق جليدي كبيرة. تتشارك عدة انشقاقات جليدية في الرسم الصوتي مع صوت بلوب، فضلا عن أنه يمكن اكتشافها على مدى يتجاوز 5000 كم. تم اكتشاف هذا الأمر خلال تتبع الجبل الجليدي A53a قبل أن يتحلل قرب جزيرة جورجيا الجنوبية في أوائل عام 2008. وإذا كان هذا هو فعلا أصل صوت بلوب، فيرجح أن الانشقاق حدث على الأرجح بين مضيق برانسفيلد وبحر روس؛ أو ربما في كيب أدار، وهو مصدر معروف جيدا للإشارات المبردة.

## وصلات خارجية
- A second datafile and spectrograms of Bloop, with NOAA cited sources
- Wired article about Bloop in which NOAA asserts its own animal-origin hypothesis was never serious